# Justin Duchscherer
Justin Craig Duchscherer, né le 19 novembre 1977 à Aberdeen (Dakota du Sud), est un joueur américain de baseball évoluant en Ligue majeure de baseball de 2001 à 2010.

## Carrière
Après des études secondaires à la Coronado High School de Lubbock (Texas), Justin Duchscherer est drafté le 4 juin 1996 par les Red Sox de Boston. Encore joueur de Ligues mineures, il est transféré chez les Rangers du Texas contre Dug Mirabelli le 12 juin 2001.
Justin Duchscherer fait ses débuts en Ligue majeure le 25 juillet 2001 sous l'uniforme des Rangers avant d'être échangé aux Athletics d'Oakland contre Luis Vizcaíno le 19 mars 2002. 
Il honore sa première sélection au match des étoiles en 2005 comme lanceur de relève, poste qu'il occupe jusqu'en 2007 inclus. Duchscherer est aligné comme lanceur partant lors de la saison 2008 où il glane sa deuxième sélection au match des étoiles. Il réussit son premier blanchissage au plus haut niveau le à l'occasion de son premier match complet.
Déjà longtemps absent sur blessure en 2007, Duchscherer manque la totalité de la saison 2009. D'abord placé sur la liste des joueurs blessés pour des douleurs à l'épaule, Duchscherer et les A's annoncent par la suite que l'athlète souffre de dépression, doit être traité pour cette condition, et ne reviendra pas au jeu de l'année.
Le 24 décembre 2009, Duchscherer et les Athletics s'entendent sur un nouveau contrat pour la saison 2010. Il fait un retour au jeu en 2010, effectuant cinq départs. Il remporte deux décisions et en perd une, et affiche une moyenne de points mérités de 2,89 en 28 manches au monticule. À sa cinquième sortie le 29 avril, il quitte la rencontre après avoir ressenti des douleurs à la hanche gauche. Il ne revient plus au jeu de la saison et est opéré en juin. Le lanceur devient agent libre en novembre.
Il signe en février 2011 un contrat d'un an avec les Orioles de Baltimore mais ne joue qu'en ligues mineures jusqu'à ce qu'il soit libéré de son contrat le 1er août.

## Statistiques
| Saison | Équipe  | G   | GS | CG | SHO | V  | D  | SV | IP    | SO  | ERA   |
| ------ | ------- | --- | -- | -- | --- | -- | -- | -- | ----- | --- | ----- |
| 2001   | Texas   | 5   | 2  | 0  | 0   | 1  | 1  | 0  | 14.2  | 11  | 12,27 |
| 2003   | Oakland | 4   | 3  | 0  | 0   | 1  | 1  | 0  | 16.1  | 15  | 3,31  |
| 2004   | Oakland | 53  | 0  | 0  | 0   | 7  | 6  | 0  | 96.1  | 59  | 2,21  |
| 2005   | Oakland | 65  | 0  | 0  | 0   | 7  | 4  | 5  | 85.2  | 85  | 2,91  |
| 2006   | Oakland | 53  | 0  | 0  | 0   | 2  | 1  | 9  | 55.2  | 51  | 4,99  |
| 2007   | Oakland | 17  | 0  | 0  | 0   | 3  | 3  | 0  | 16.1  | 13  | 4,96  |
| 2008   | Oakland | 22  | 22 | 1  | 1   | 10 | 8  | 0  | 141.2 | 95  | 2,54  |
| 2010   | Oakland | 5   | 5  | 0  | 0   | 2  | 1  | 0  | 28.0  | 18  | 2,89  |
| Totaux | Totaux  | 224 | 32 | 1  | 1   | 33 | 25 | 14 | 454.2 | 347 | 3,13  |

| Saison | Équipe  | G | GS | CG | SHO | V | D | SV | IP  | SO | ERA  |
| ------ | ------- | - | -- | -- | --- | - | - | -- | --- | -- | ---- |
| 2006   | Oakland | 2 | 0  | 0  | 0   | 0 | 0 | 0  | 4.0 | 4  | 2,25 |
| Totaux | Totaux  | 2 | 0  | 0  | 0   | 0 | 0 | 0  | 4.0 | 4  | 2,25 |

Note : G = Matches joués ; GS = Matches comme lanceur partant ; CG = Matches complets ; SHO = Blanchissages ; 
V = Victoires ; D = Défaites ; SV = Sauvetages ; IP = Manches lancées ; SO = Retraits sur des prises ; ERA = Moyenne de points mérités.